# Maria van Coucy
Maria van Coucy (Coucy, april 1366 - 1405) was van 1397 tot 1400 vrouwe van Coucy en gravin van Soissons. Ze behoorde tot het huis Gent.

## Levensloop
Maria was een dochter van heer Engelram VII van Coucy, tevens graaf van Soissons, uit diens eerste huwelijk met Isabella, dochter van koning Eduard III van Engeland.
Ze werd geboren op de stamresidentie van haar familie, maar groeide grotendeels op aan het Engelse koningshof in Londen, waar haar moeder zich terugtrok als haar vader zich op lange krijgstochten in Europa bevond. Op tienjarige leeftijd werd Maria opgenomen in de hofhouding van Johanna van Bourbon, de echtgenote van koning Karel V van Frankrijk.
Als oudste van drie dochters was Maria de enige erfgename van de grote baronie Coucy en het graafschap Soissons. In 1383 werd ze uitgehuwelijkt aan Hendrik van Marle, oudste zoon en erfgenaam van hertog Robert I van Bar en neef van koning Karel VI van Frankrijk. Bij deze gelegenheid bracht ze als bruidsschat de burggraafschappen Oisy en Marle in het huwelijk. Het echtpaar kreeg een zoon Robert (1390-1415), vanaf 1412 graaf van Soissons.
In 1396 namen haar vader en echtgenoot deel aan de kruistocht van graaf Jan van Nevers tegen de Ottomanen op de Balkan. Ze werden allebei gevangengenomen in de Slag bij Nicopolis. Haar vader stierf in 1397 in Ottomaanse gevangenschap. Haar echtgenoot werd hetzelfde jaar vrijgelaten, maar stierf kort daarna op de terugweg in Treviso aan de pest. Maria bleef achter met een jonge zoon en een jonge dochter, en erfde Soissons en Coucy. Aangezien derden interesse toonden in haar domeinen, belandde ze in een precaire situatie. Zo eiste haar stiefmoeder Isabella van Lotharingen de helft van de erfenis als weduwegoed, wat Maria weigerde. De volgende jaren voerden beide vrouw verschillende processen tegen elkaar voor het Parlement van Parijs, zonder dat er een compromis werd gevonden. De poging van Isabella van Beieren, de echtgenote van koning Karel VI van Frankrijk, om Maria uit te huwelijken aan haar vader Stefanus III van Beieren, leidde tot onrust bij de Franse adel, die de strategisch belangrijke baronie Coucy niet in buitenlandse handen wilde zien vallen.
In 1400 dwong hertog Lodewijk I van Orléans haar met buitensporige maatregelen tot de verkoop van Coucy en Soissons. Er werd afgesproken dat de koopprijs 400.000 livres bedroeg en dat Maria het levenslange nutsgebruik over Coucy zou krijgen. Uiteindelijk kon de hertog van Orléans een verlaging naar 200.000 livres afdwingen, maar hij betaalde slechts 60.000 livres. Om het overige geld te bemachtigen, begon Maria een gerechtelijke strijd tegen de hertog van Orléans, tot ze in 1405 overleed. Omdat ze een plotselinge dood stierf, waren er geruchten dat ze werd vergiftigd, waarvoor nooit bewijs is gevonden.
Haar zoon Robert zette de gerechtelijke strijd tegen de familie van Lodewijk van Orléans voort, zonder succes. Wel slaagde hij erin om in 1412 Soissons terug te winnen. Coucy bleef in het bezit van de hertogen van Orléans en ging in 1498 in koninklijk bezit over, nadat Lodewijks kleinzoon Lodewijk XII koning van Frankrijk werd.